# Leo-IV-Zwerggalaxie
Die Leo-IV-Zwerggalaxie, kurz auch Leo IV, ist eine spheroidale Zwerggalaxie (dSph) im Sternbild des Löwen und wurde im Jahr 2006 nach Analysen der Daten der Durchmusterung des Sloan Digital Sky Survey entdeckt.
Die Galaxie befindet sich in einer Entfernung von etwa 160 kpc von unserem Sonnensystem und entfernt sich von diesem mit einer Geschwindigkeit von näherungsweise 130 km/s.
Leo IV besitzt entsprechend der Klassifikation eine rundliche Form und hat einen Halblichtradius von 130 pc (andere Quellen nennen auch 160 pc).

## Eigenschaften
Leo IV ist eine der kleinsten und lichtschwächsten Trabanten unserer Milchstraße. Die integrale Leuchtkraft beträgt etwa 15.000 L☉ mit einer absoluten Helligkeit von MV = (-5,5 ± 0,3) mag, was weniger ist als diejenige eines typischen Kugelsternhaufens.
Trotzdem ist die Masse der Galaxie mit etwa 1,5 Millionen M☉ derartig hoch, dass ein Masse-Leuchtkraft-Verhältnis von 150 resultiert. Dies impliziert eine nicht untypische Dominanz durch Dunkle Materie auch für diese Zwerggalaxie.
Die Sternpopulation von Leo IV besteht hauptsächlich aus älteren Sternen, die vor mehr als 12 Milliarden Jahren entstanden. Damit gehören sie zu den ersten Sternen überhaupt, die sich im Universum gebildet haben.
Die Metallizität dieser alten Sterne ist entsprechend gering mit einem Wert [Fe/H] ≈ −2,58 ± 0,75. Dies bedeutet, dass die Häufigkeit schwererer Elemente etwa 400 mal geringer ausfällt als bei unserer Sonne.
Es wurden vor allem Rote Riesensterne beobachtet, obwohl auch einige Horizontalast-Sterne entdeckt wurden einschließlicher dreier variabler RR-Lyrae-Sterne (die Entfernung ermittelt durch die RR-Lyrae-Sterne beträgt dabei (154 ± 4) kpc).
Detaillierte Studien der Sternpopulation zeigen für Leo IV aber auch mit einem Alter von 2 Milliarden Jahren und weniger eine kleine Anzahl an deutlich jüngeren Sternen. Dies deutet auf eine komplexe Geschichte der Sternentstehung dieser Galaxie hin. Derzeit ist aber keine aktuelle Sternentstehung in Leo IV feststellbar. Keine der Messergebnisse weist auch auf das Vorhandensein von neutralem Wasserstoff hin, die maximale Obergrenze hierfür sind höchstens 600 M☉.
2008 wurde eine weitere Galaxie namens Leo V in direkter Nachbarschaft zu Leo IV entdeckt. Sie ist 20 kpc weiter von der Milchstraße entfernt als Leo IV und 3 Grad (~ 10 kpc) von ihr. Es erhärten sich Hinweise, dass die beiden Galaxien möglicherweise auch physisch miteinander verbunden sind.